# Музей театрального, музичного та кіномистецтва України
Музей театрального, музичного та кіномистецтва України — український музей, заснований 1923 року в Києві, містить експонати з історії театру, музики, кіно. Підпорядковується Київській міськдержадміністрації і знаходиться на території Національного Києво-Печерського історико-культурного заповідника.

## Історія
Музей був заснований 30 січня 1923 року як театральний музей при Мистецькому об'єднанні «Березіль».
Колекція Музею почала створюватися у 1923 році при мистецькому об'єднанні «Березіль», очолюваному славнозвісним реформатором театрального мистецтва Лесем Степановичем Курбасом. Тоді було утворено спеціальну музейну комісію до якої входили актори: Василь Василько (голова комісії і відповідальний керівник майбутнього музею), Л.Гаккебуш (заступник голови), О.Швачка (секретар комісії), М.Савченко, В.Гайворонський і О.Кононенко. Пізніше активну участь у музейній роботі брали актори О.Сердюк, П.Масоха, Д.Демуцький (фотограф, пізніше відомий кінооператор). В.Василько зробив перший внесок до музейного фонду: подарував 800 своїх фотонегативів і світлин, на яких зафіксовано, зокрема, вистави театру Миколи Садовського, що було на той час доволі рідкісним явищем. З перших днів свого існування цей музей передбачався як всеукраїнський. На ідею Л. Курбаса — створити музей, першими відгукнулися славетні актори Марія Заньковецька, Любов Ліницька, Іван Мар'яненко, Амвросій Бучма. Вони першими подарували цінні експонати.
1926 року в зв'язку з переїздом «Березоля» як найкращого театру до Харкова (тодішня столиця України) зібрана музейною комісією колекція була передана під егіду Всеукраїнської академії наук, історико-філологічного відділення, де на її основі був організований Український театральний музей. З того часу він є самостійною організацією. Ініціатором цієї акції і керівником Українського театрального музею став відомий вчений-театрознавець П. І. Рулін. Куратором був призначений відомий мистецтвознавець, академік О.Новицький, який очолював археологічну комісію ВУАН.  Тоді ж музей було розміщено на території Києво-Печерської лаври, де організовувалося музейне містечко.
1934 р. заклад було реорганізовано у Державний  музей театрального мистецтва УРСР. Передвоєнна колекція мала приблизно шістдесят тисяч експонатів, спеціальна бібліотека — близько дев'яти тисяч томів.
Відразу ж після визволення Києва від фашистських окупантів музей відновив роботу. Довелося докласти багато сил, щоб зібрати, систематизувати колекцію, яка зазнала значних втрат у роки війни, поповнити унікальну бібліотеку. Багато років директором музею був колишній березолець П.Долина. У той час проводилася інтенсивна науково-дослідна і видавнича робота. Було підготовлено два томи епістолярної спадщини корифеїв українського театру, збірки «П. К. Саксаганський», «Вінок спогадів про М.Заньковецьку», «М.Кропивницький», «Українське театрально-декораційне мистецтво», організовано чимало виставок, зокрема до Декади української літератури і мистецтва в Москві 1951 року.
1965 р. — музей отримав назву Державний музей театрального, музичного та кіномистецтва України. За урядовим рішенням 1965 року утворено спочатку відділи музики та кіно, а 1969-го — ще й відділ українських народних музичних інструментів. До його складу на правах меморіальних відділів входили Будинок-музей М. В. Лисенка, Квартира-музей П.Саксаганського (тепер відділи Музею видатних діячів України). З початку 1980-х років відділом є будинок-музей М. К. Заньковецької.
Музей поступово став республіканським методичним центром. З його ініціативи і практичною участю створені експозиції багатьох притеатральних музеїв, меморіальних музеїв, в тому числі два музеї М.Заньковецької (у Києві і селі Заньки), музей І.Карпенка-Карого на хуторі Надія, музей корифеїв у Бобринцях, М.Кропивницького у Кропивницькому, О.Довженка у селі Сосниця, А.Тарасової у Києві та ін.
Важливим етапом в історії музею стала побудова на початку 1980-х років стаціонарної експозиції (у пристосованому приміщенні колишнього лаврського лазарету), яка вперше узагальнила шляхи розвитку театру в Україні від джерел до середини ХХ ст. Керівник роботи — тодішній директор музею В. А. Козієнко, головний експозиціонер-науковець — заступник директора з наукової роботи А. М. Драк. Над її художнім оформленням працювала група художників з Полтавського відділення художнього фонду: головний проектант і художник — В. М. Батурин, художники-виконавці — Б. О. Головко, А. Т. Щербак та інші художники. У 1989 р. створено нову експозицію у відреставрованому будинку М. К. Заньковецької, яка узагальнює життєвий і творчий шлях, відтворює побут зірки української сцени кінця XIX — початку XX століття.
2001 року назву змінено на  Музей театрального, музичного та кіномистецтва України.
2009 року музею було передано як філію Музей-квартиру композитора В. Косенка.
Сьогодні до складу постійно діючих експозицій входять також виставки:
- «Людина, яка була Театром», присвячена Лесю Курбасу;
- «Живії струни України» з колекції українських народних музичних інструментів;
- «Жіночий силует» (актриси театру і кіно кінця XIX — початку XX ст.).

## Виставки, екскурсії
Музей театрального, музичного та кіномистецтва України представляє унікальні колекції з історії української культури. На експозиції «Театральне мистецтво України» проводяться оглядові і тематичні екскурсії, лекції-уроки, в яких на різноманітному документальному матеріалі розкривається становлення і розвиток української драматургії та сценічного мистецтва.
На виставках проводяться екскурсії та мистецькі заходи. Екскурсія і літературно-музична композиція «Живії струни України» ілюструються грою на музичних інструментах. Музей має філію — будинок-музей М. К. Заньковецької, де представлена експозиція, яка відображає життєвий і творчий шлях видатної української актриси (відкрито 3 серпня 1960), стаціонарні виставки «Жіночий силует» (актриси театру і кіно кін. XIX — поч. XX ст.), «Актриси-лауреатки премії ім. М. Заньковецької». Екскурсії та лекції орієнтовані на різні вікові категорії відвідувачів.

## Експозиція і колекції
У Музеї зібрана велика і різновидова колекція пам'яток з історії розвитку мистецтв. Колекція постійно поповнюється новими матеріалами, що є ґрунтом для науково-дослідної, науково-консультативної, експозиційно-виставкової роботи, багатим джерелом для популяризації здобутків національного театру, музики та кіно. Містить багату бібліотеку мистецтвознавчої літератури.
В музеї значна колекція бандур.
Колекцією опікується заслужений працівник культури України (1993 р.) Леонід Черкаський.
Збір експонатів включає 282 музичні інструменти.
В експозиції музею знаходяться бандури таких майстрів і бандуристів найцікавіші які:
- Бандура на якій грав О. Гамалія (6 басів, 18 приструнків) #1609
- Бандура конструкції А. Паплинського (8 басів, 21 приструнків) #3075
- Бандура Ф. Кушнерика (3 баси 14 приструнків) #2783
- Бандура з колекції М. Лисенка (5 басів, 13 приструнків) #2577
- Бандура з колекції М. Лисенка (4 басів 20 приструнків) #4344
- Бандура майстра С. Голівця. Звукоряд хроматичний 34 струни #2592
- Бандура Є. Адамцевича #3223
- Бандура майстра Єремовича #3176
- Бандура на якій грав М. Кравченко (7 басів, 21 приструнків) #3421
- Бандура виготовлено Одеською майстерню українських бандур (8 баси 22 приструнки) #3512
- Бандура М. Праська #1614
- Бандура Ф. Панченка (12 басів 34 приструнки)
- Бандура майстра Домненка (1918) Звукоряд діатонічний #2835
- Бандура Є. Мовчана Фабрика Ф. Когутовського (12 басів 35 приструнків) #2588
- Бандура О. Корнієвського (14 басів, 37 приструнків) #1615
- Бандура О. Корнієвського (1929) (15, і 38) #4358
- Бандура Я. Кладового. (1930) Майстер Паліївець (7 і 24) #1665
- Бандура В. Кабачка (14 і 25) #2584
- Бандура майстра Малюкова (9 і 23) #1505
- Бандура майстра Я. Сітка (9 і 23) #2782
- Бандура майстра О. Кучеренка (11 і 23) #3611
- Бандура майстра А. Бобиря (12 і 18) #4359
- Бандура майстра Косенка (14 і 43) #4360
- Бандура майстра Снєгірьова (9 і 12) #2890
- Бандура майстра Д. Якименка (16і45) #1632
- Бандура майстра В. Тузиченка (16 і 48) #2582
- Бандура майстра Барташевського (12 і 43) #2596
- Бандура майстра В. Тузиченка (1950) Київський музкомбінат (16 і 47) #2594
- Бандура майстра О. Корнієвського (64 струн) #2585
- Бандуру майстер К. Шевчука (7 і 21) # 2824
- Бандура майстра Манжола (1950) (8 і 62) #1574
- Бандура майстра В. Тузиченка (1950) (16 і 48) #1577
- Бандура майстра П. Іванова (1950) (15 і 39) #2596
- Бандура майстра І. Скляра (1960) (14 і 50) #2591
- Торбан (6-14-14) 15 клепок #3464
- Торбан (4-14-14) 18 клепок #3076

Інші значні колекції бандур зберігаються в Кобзарському музеї в Переяславі, в музеї при Чернігівській музичній фабриці, при Музеї української етнографії в Києві.

## Розташування
Адреса музею: 01015, м. Київ, вул. Лаврська, 9, корпус 26. (на території «Києво-Печерської Лаври», біля головного входу)

### Режим роботи
Вихідний — вівторок